# Vanzijlia
Genre
Classification phylogénétique
Vanzijlia L.Bolus est un genre de plante de la famille des Aizoaceae.
Vanzijlia L.Bolus in Pole Evans, Fl. Pl. South Africa 7: tab. 262 (1927)
Type : Vanzijlia annulata (A.Berger) L.Bolus (Mesembryanthemum annulatum A.Berger)

## Liste des espèces
- Vanzijlia angustipetala N.E.Br.
- Vanzijlia annulata (A.Berger) L.Bolus
- Vanzijlia rostellum L.Bolus